# وندل، ایل-ا-ویلن
وِندِل (به فرانسوی: Vendel) یک کمون در فرانسه است که در Canton of Saint-Aubin-du-Cormier واقع شده‌است.

## خصوصیات
وندل ۶٫۳۷ کیلومترمربع مساحت و ۴۳۶ نفر جمعیت دارد.